# Anonymous (pel·lícula)
Anonymous és un thriller històric dirigit per Roland Emmerich el 2011 i centrada en el dubte real que tenen alguns experts i acadèmics sobre qui va ser el vertader autor de les obres de William Shakespeare.
La pel·lícula representa el retorn del director alemany en el gènere històric després d'estrenar El patriota el 2000 i la seva primera col·laboració amb els estudis cinematogràfics alemanys després d'haver abandonat el seu país natal vint anys enrere.

## Argument
A l'Anglaterra Elisabetiana les intrigues polítiques se succeeixen entre els Tudor i els Cecil sobre la successió de la reina. Mentrestant, Edward de Vere, 17è comte d'Oxford es veu involucrat en tot el conflicte com a amant d'Elisabet I i també com a autor encobert de les obres de Shakespeare.

## Repartiment
| Intèrpret            | Personatge                  | Veu en català    |
| -------------------- | --------------------------- | ---------------- |
| Rhys Ifans           | Comte Edward de Vere        | Pere Arquillué   |
| Vanessa Redgrave     | Reina Elisabet I            | Maria Luisa Solá |
| Rafe Spall           | William Shakespeare         | Roger Pera       |
| Xavier Samuel        | Comte Henry Wriothesley     | Manel Gimeno     |
| Joely Richardson     | Reina Elisabet I (jove)     | Victòria Pagès   |
| Jamie Campbell Bower | Comte Edward de Vere (jove) | Ivan Labanda     |
| David Thewlis        | Baró William Cecil          | Toni Sevilla     |
| Derek Jacobi         | Pep Anton Muñoz             | Narrador         |

## Producció
La major part del rodatge es va dur a terme a Fort Lauderdale, amb algunes escenes finals a Los Angeles. El rodatge va acabar el desembre de 2007. La pel·lícula es va estrenar al Festival de Cinema Frameline de San Francisco el 28 de juny de 2008.

## Crítica
- El guionista nord-americà John Orloff va somiar tenir una musa, però per desgràcia la seva pel·lícula no passaria cap prova. Anonymous és el treball d'un director alemany i es va fer a Babelsberg, l'estudi de Berlín ocupat pels nazis el 1933. Recorda Pimpernel Smith, la comèdia-thriller de la segona guerra mundial de Leslie Howard, en què un dels sequaços ideològics de Hitler (l'obès Francis L Sullivan) afirma que Shakespeare era en realitat alemany, i Smith Howard replica: "Però has d'admetre que les traduccions a l'anglès són bastant bones."[3]
- "No et deixis enganyar pels vestits d'època, el llenguatge cortesà i les pretensions històriques: 'Anonymous' segueix sent una pel·lícula de Roland Emmerich."[4]
- "Una vulgar entremaliadura en la tradició literària anglesa, una barreja entre història britànica i insult a la imaginació humana. A part d'això, no està malament."[5]
- "Una esplèndida experiència: els diàlegs, les interpretacions, la representació de Londres, la luxúria, la gelosia i les intrigues."[6]

## Nominacions[7]
- Oscar al millor vestuari per Lisy Christl
- Satellite al millor vestuari per Lisy Christl
- Satellite a la millor direcció artística per Stephan O. Gessler i Sebastian T. Krawinkel